# Pseudosinella passaueri
Pseudosinella passaueri is een springstaartensoort uit de familie van de Entomobryidae. De wetenschappelijke naam van de soort is voor het eerst geldig gepubliceerd in 1991 door Stomp, Tommasi-Ursone & Christian.